# Passos del Caucas
Els passos del Caucas són dos passos que permeten creuar el Caucas i que són coneguts des l'antiguitat: el primer anomenat antigament Portae Albaniae (Portes Albanes) i de vegades Portae Caspiae (tot i que les Portes del Caspi eren més a l'est, a Pèrsia), estava situat a la regió de Derbent a l'actual Daguestan; l'altra, a la part central, va ser anomenat Sarmaticae Portae (Portes Sarmàtiques) i avui és el pas de Darial.